# Leesburg (Alabama)
Leesburg is een plaats (town) in de Amerikaanse staat Alabama, en valt bestuurlijk gezien onder Cherokee County.

## Demografie
Bij de volkstelling in 2000 werd het aantal inwoners vastgesteld op 799.
In 2006 is het aantal inwoners door het United States Census Bureau geschat op 834, een stijging van 35 (4,4%).

## Geografie
Volgens het United States Census Bureau beslaat de plaats een oppervlakte van
16,7 km², waarvan 16,6 km² land en 0,1 km² water. Leesburg ligt op ongeveer 283 m boven zeeniveau.

## Plaatsen in de nabije omgeving
De onderstaande figuur toont de plaatsen in een straal van 24 km rond Leesburg.